# Sporting Club Juvecaserta
Sporting Club Juvecaserta is een professionele basketbalclub uit Caserta, Italië die uitkomt in de Lega Basket Serie A.

## Geschiedenis
Sporting Club Juvecaserta is opgericht in 1951. In de Korać Cup haalde Juvecaserta één keer de finale. In 1986 verloren ze van Banco di Roma uit Italië met een totaalscore over twee wedstrijden met 150-157. Ook in de Saporta Cup speelde Juvecaserta één keer de finale. In 1989 verloren ze van Real Madrid uit Spanje met 113-117 na verlenging. In 1991 werd Juvecaserta Landskampioen van Italië. In 1986 en 1987 werden ze tweede. In 1988 werd Juvecaserta Bekerwinnaar van Italië. In 1984 en 1989 werden ze tweede.

## Erelijst
- Landskampioen Italië: 1
  - Winnaar: 1991
  - Tweede: 1986, 1987

- Bekerwinnaar Italië: 1
  - Winnaar: 1988
  - Runner-up: 1984, 1989

- Saporta Cup:
  - Runner-up: 1989

- Korać Cup:
  - Runner-up: 1986
  - Halve finale: 1987

- FIBA Europe SuperCup Men:
  - Derde: 1984

## Bekende (oud)-spelers
- Oscar Schmidt
- Vincenzo Esposito
- Ferdinando Gentile
- Pietro Generali
- Sandro Dell'Agnello
- Davide Ancilotto
- Zoran Slavnić

## Bekende (oud)-coaches
- Bogdan Tanjević
- Ranko Žeravica
- Andrea Trinchieri

## Sponsornamen
- 1979-1980: Il Diario Caserta
- 1980-1982: Latte Matese Caserta
- 1982-1985: Indesit Caserta
- 1985-1987: Mobilgirgi Caserta
- 1987-1989: Snaidero Caserta
- 1989-1993: Phonola Caserta
- 1993-1994: Onyx Caserta
- 2000-2001: Pepsi Caserta
- 2001-2001: Centro Energia Caserta
- 2001-2002: Ellebielle Caserta
- 2002-2003: Centro Energia Caserta
- 2003-2008: Pepsi Caserta
- 2008-2009: Eldo Caserta
- 2009-2011: Pepsi Caserta
- 2011-2012: Otto Caserta
- 2012-2013: JuveCaserta (geen sponsor)
- 2013-2017: Pasta Reggia Caserta
- 2018-2020: Decò Caserta
- 2020: Blè Caserta
- 2021: Decò Caserta